# Облога Салонік (1422—1430)
Облога Салонік в 1422—1430 роках — облога міста армією Османської імперії під час правління султана Мурада II, що завершилася захопленням міста.
З 1387 по 1403 рік Салоніки знаходилися під контролем османів, але в 1402 році після поразки Баязіда I у Ангорській битві і подальшого розпаду османської держави[джерело?], візантійський імператор повернув владу над містом. У 1422 році, після закінчення османського міжправління, Іоанн VIII Палеолог і Мануїл II Палеолог підтримали претендента на османський трон Мустафу Челебі. Перемігши і стративши Мустафу, султан Мурад II вирішив помститись візантійцям і напав на Салоніки. У вересні 1423 року Андронік Палеолог, нездатний обороняти місто, передав Салоніки Венеційській республіці. Венеційці спробували домовитися з Мурадом, щоб той визнав місто їх володінням, але зазнали невдачі, оскільки Мурад вважав венеційців загарбниками, а місто — своїм по праву. Ці обставини привели до османської блокади Салонік, яка час від часу супроводжувалася прямими нападами на саме місто. Конфлікт в основному протікав у вигляді блокади міста і серії взаємних рейдів на території один одного на Балканах і Егейських островах. Венеційці неодноразово намагалися чинити тиск на Мурада, блокуючи в Галліполі переправу через Дарданелли.
Блокада незабаром викликала в місті голод, що призвело до втечі з нього жителів. Негативні наслідки облоги, нездатність Венеції забезпечувати і захищати місто, порушення звичайного права, корупція і незаконні спекуляції з боку венеційських чиновників призвели до формування в місті партії прибічників здачі міста, яка швидко набирала вагу. Єпископ Симеон Солунський закликав свою паству до опору, проте до 1426 року більшість місцевих жителів були готові здати місто, щоб уникнути грабежів. Зусилля Венеції із пошуку союзників проти османів також не увінчалися успіхом: інші регіональні держави або самі були супротивниками венеційців, або були переможені османами.
Після декількох років безрезультатних переговорів обидві сторони готувалися до вирішального протистояння. У березні 1430 року Венеція офіційно оголосила війну османам, але консервативна торгова аристократія, що управляла республікою, не була зацікавлена в створенні армії, достатньої для захисту Салонік. Мурад зміг зосередити свої сили навколо міста і узяв його штурмом 29 березня 1430 року. В результаті поневірянь, викликаних облогою, і подальшим розграбуванням місто обезлюділо, його населення зменшилося з 40 тисяч осіб до приблизно 2 тисяч. У липні Венеція уклала мирний договір з султаном, визнавши новий стан справ. Салоніки залишалися під владою османів впродовж наступних п'яти віків, поки в 1912 році не стали частиною Грецького королівства.

## Передумова
У XIV столітті Османська імперія, що зароджувалася, була зростаючою силою на Близькому Сході. Підкоривши значну частину Анатолії, з падінням Галліполі в 1354 році османські турки також закріпилися на Балканах. Християнські сили регіону, особливо занепадаюча Візантійська імперія, були слабкими та розділеними, що дозволяло швидку турецьку експансію в регіоні, яку здійснювали як самі османи, так і напівнезалежні турецькі загони воїнів-газі. У 1369 році османам вдалося захопити Адріанополь, третє за значенням місто Візантійської імперії після її столиці Константинополя та Салонік. Салоніки, якими керував візантійський принц і майбутній імператор Мануїл II Палеолог (правління 1391–1425), самі капітулювали в 1387 році після тривалої облоги (1383–1387), разом з містами Христополіс і Хрисополь.
Спочатку містам, які здалися, була дозволена повна автономія в обмін на сплату подушного податку харач. Однак після смерті імператора Іоанна V Палеолога в 1391 році Мануїл II уник османської опіки та поїхав до Константинополя, де він був коронований імператором, змінивши свого батька. Це розлютило султана Баязида I, який спустошив решту візантійських територій, а потім звернувся до Хрісополя, який був захоплений штурмом і значною мірою зруйнований. У цей час Салоніки знову підкорилися османському правлінню, можливо, після короткого періоду опору[a], але до нього ставилися більш м’яко: хоча місто було взято під повний контроль Османської імперії, християнське населення та церква зберегли більшість своїх володінь, і місто зберегло свої установи.
Салоніки залишалися в руках Османської імперії до 1403 року, коли імператор Мануїл II виступив на боці старшого сина Баязида Сулеймана в боротьбі за престолонаслідування Османської імперії, яка спалахнула після нищівної поразки османів і захоплення Баязіда в битві при Анкарі проти тюрко-монгольського завойовника Тимура. в 1402 р. В обмін на свою підтримку за Галліпольським договором візантійський імператор забезпечив, серед інших поступок, повернення Фессалонік, частини його внутрішніх районів, півострова Халкідіки та прибережного регіону між річками Стрімон і Піней.
Незважаючи на відновлення візантійського правління, відносини між Салоніками та Константинополем залишалися неспокійними, оскільки місцева аристократія Фессалонік ревно оберігала свої широкі привілеї, які, на думку сучасних дослідників, дорівнювали фактичній автономії. Це було частиною ширшого явища, засвідченого для кількох міст протягом останнього століття історії Візантії, оскільки центральна влада слабшала і проявлялися відцентрові тенденції. У випадку Фессалонік тенденція до більшої незалежності від імперської столиці була очевидною принаймні з часів руху зелотів середини XIV століття та була посилена автономним режимом Мануїла II у 1382–1387 роках. Таким чином, після того, як вони повернулися під контроль Візантії, Салоніки та прилеглий регіон були віддані як автономний уділ племіннику Мануїла II, Іоанну VII Палеологу. Після його смерті в 1408 році його успадкував третій син Мануїла, деспот, Андронік Палеолог, яким керував Деметріос Леонтарес до 1415 року. Протягом цього часу Салоніки насолоджувалися періодом відносного миру та процвітання, оскільки турки були зайняті своїми власну громадянську війну, хоча на нього нападали конкуруючі османські претенденти в 1412 (Муса Челебі[13]) і 1416 (під час повстання Мустафи Челебі проти Мехмеда I). Після закінчення громадянської війни в Османській імперії турецький тиск на місто знову посилився. Як і під час облоги 1383–1387 рр., це призвело до різкого поділу думок у місті між фракціями, які підтримували опір, у разі необхідності із західноєвропейською («латинською») допомогою, і тими, хто закликав підкоритися османам.

## Перші напади османів і перехід міста до Венеції
Остаточний переможець у громадянській війні в Османській імперії, Мехмед I (правління 1413–1421), підтримував добрі стосунки з візантійцями, які його підтримували. Престол Мурада II (правління 1422–1451) змінив ситуацію, оскільки Іоанн VIII Палеолог (правління 1425–1448), спадкоємець і фактичний регент хворого Мануїла II, поставив Мустафу Челебі суперником Мурада. Після перемоги над своїм супротивником Мурад, який мав намір знищити залишки Візантійської держави, безуспішно обложив Константинополь з 10 червня по 6 вересня 1422 року. У червні 1422 року Бурак-бей, син Евреноса, за підтримки різних османських марш-лордів на Балканах також обложив Фессалоніки та спустошив її передмістя та західну частину Халкідіки.
За словами єпископа-митрополита міста Симеона (на посаді 1416/17–1429), і він, і деспот Андронік неодноразово посилали прохання про допомогу до Константинополя, але імперський уряд не мав ресурсів і був зайнятий власними проблемами. Зрештою до міста відправили єдиного командира, якого не названо, але він не взяв із собою ні людей, ні грошей. Цей полководець запропонував створити загальний фонд громадян для підтримки оборони, але ця пропозиція зустріла різкий спротив, особливо з боку заможних аристократів, які, природно, понесли б основний тягар витрат. Прості люди так само виявилися не бажаючими робити свій внесок; коли поширилася новина про те, що османи запропонували мирне врегулювання за умови, що деспот Андронік залишить місто, простолюдини навіть підняли бунт за примирення з османами.
У той момент група аристократів переконала деспота звернутися за допомогою до Венеційської республіки, ініціатива, ймовірно, була взята без консультації з Константинополем. Навесні 1423 року через венеційську колонію Негропонте він повідомив венеційцям про свій намір передати їм місто. Коли він повідомив про це венеційців, вони були вражені. Єдиними умовами, які Андронік додав до своєї пропозиції, були повага до власності, звичаїв і привілеїв мешканців міста, їхнього права торгувати, вільно приїжджати та виїжджати, а також позиції міської православної церкви, а також зобов’язання Венеції захищати місто. проти османів. Літописець XVI століття Псевдо-Сфранцес стверджує, що Андронік продав місто за 50 000 дукатів, і це твердження часто приймалося вченими до середини XX століття. Про це не згадується в жодному іншому джерелі, а також не знайдено в оригінальних документах, що стосуються цієї справи, як показали вчені Константінос Мерціос і Пол Лемерль. З іншого боку, венеційські посланці, призначені для нагляду за передачею, були уповноважені надавати суму в 20 000–40 000 асперів із доходів міста як щорічну субсидію Андроніку, якщо він про це попросить.
Пропозиція надійшла до Венеції вчасно. Обрання Франческо Фоскарі 15 квітня 1423 року дожем Венеції поставило на чолі республіки прихильника більш агресивної та непохитної позиції проти османського експансіонізму. Але у більшості Великої Венеційської ради все ще переважали більш обережні тенденції купецької знаті, яка правила Республікою, і вони боялися зриву торгівлі, який принесе відкрита війна з Османами. З часів Четвертого хрестового походу венеційці свідомо прийняли політику поступового придбання аванпостів, фортець і островів у Візантійської імперії, що руйнувалася, забезпечуючи бази, які забезпечували цінні торговельні зв'язки Венеції зі Сходом. Деякий час Венеція розглядала Фессалоніки як можливу ціль для експансії, особливо тому, що Константинополь, здавалося, був на межі захоплення турками. Таким чином у 1419 році Венеція відновила в місті консульство, яке очолив місцевий грек Георгій Філоматій, а після його смерті в 1422 році його брат Деметріос.
На засіданні Великої ради 7 липня пропозицію Андроніка було прийнято. Рада надіслала повідомлення венеційським колоніям в Егейському морі (Негропонте, Науплія, Тінос і Міконос) і васальному герцогу Наксосу, щоб підготувати кораблі для захоплення міста, тоді як бейло Республіки в Константинополі було доручено отримати згоду імператора Мануїла. Тижнем пізніше Санто Веньєр і Нікколо Джорджіо були призначені provveditori (повноважними посланцями) і отримали завдання вирушити до Греції та, якщо деспот Андронік все ще буде бажати, захопити місто та організувати його захист, найнявши найманців. Тоді Джорджіо мав піти до султана, повідомити йому про придбання міста Венецією та виправдати це як спосіб запобігти захопленню міста іншими християнами, які могли бути ворожими до султана. Посланці також мали домовитися про мир між султаном і республікою, а також між султаном та імператором Мануїлом. Імператор Мануїл, очевидно, дав свою згоду на цю пропозицію, оскільки 14 вересня 1423 року шість венеційських галер у супроводі однієї візантійської галери увійшли в гавань Фессалонік. Радісне населення зустріло венеційців як рятівників. Для жителів Фессалоніки венеційське правління означало не лише безпеку від турків (близько 5000 османських військ блокували міські стіни, що прямували на сушу), але й, скоріше, безпечний потік постачання.
Тим не менш, значні верстви населення продовжували підтримувати пошуки врегулювання з османами; у писаннях митрополита Симеона сказано, що певна кількість жителів втекла в цей час до османів. Ці настрої охоплювали навіть деяких представників знаті: сучасний візантійський історик Дукас записав, що незабаром після захоплення міста венеційці ув’язнили чотирьох провідних аристократів на чолі з певним платискалітом за їх зв’язок з османами. Чотири чоловіки були заслані спочатку на Крит, потім у Венецію і, нарешті, до Падуї. Лише після падіння Фессалонік у 1430 році двоє тих, хто вижив, були звільнені. Сучасний Венеційський кодекс Моросіні записує історію про змову, яку Дональд Нікол відкинув як «наклепницьку», на чолі з деспотом Андроніком, щоб передати місто туркам. Згідно з повідомленнями, змову було розкрито в листопаді 1423 року, і Андроніка та його прихильників було вислано, а деспота відправлено до Науплії.

## Дипломатичні та військові події під час облоги

### Початкові венеційські та османські дипломатичні та військові підходи
Венеційці сподівалися отримати згоду Османської імперії на окупацію Фессалонік. Однак, коли provveditore Джорджіо спробував виконати свою місію до султанського двору, ймовірно, в лютому 1424 року, він був невдалим до того, що був заарештований і ув'язнений Мурадом [30] [46]. Османи відмовилися прийняти передачу, вважаючи венеційську присутність незаконною через їхнє попереднє право на місто через завоювання [47]. Ставлення Османської імперії було підсумовано відповіддю, нібито наданою Мурадом венеційським послам, які шукали миру, як це було записано Дукою:
Це місто — моя батьківська власність. Мій дід Баязид силою своєї руки вирвав її у римлян [візантійців]. Якби римляни перемогли мене, вони б мали підстави вигукнути: «Він несправедливий!» Але ви латиняни з Італії, чому ви вторглися в ці краї? Ви можете вибрати зняття. Якщо ні, я приїду поспішно.

— Султан Мурад II до венеційських посланців, Дука
Коли звістка про арешт Джорджіо надійшла до Венеції, Велика рада вирішила замінити і його, і Веньє. Перші два варіанти заміни, Якопо Тревізан і Фантіно Мікіель, відмовилися, але в травні 1424 року Бернардо Лоредан був призначений герцогом (губернатором) міста, а Якопо Дандоло — капітаном (військовим командиром) на дворічний термін. Тим часом Веньєру було доручено добитися звільнення Джорджіо та визнання султаном венеційського контролю над Фессалонікою, навколишніми селами та фортецею Кортіах (гора Хортіатіс). В обмін на це він мав запропонувати щорічну данину від 1000 до 2000 дукатів і розподіляти ренту головним придворним султана. Такі ж інструкції були дані новому генерал-капітану флоту П'єтро Лоредану, який відплив до Фессалонік. Якщо він виявить місто в облозі, Лоредан повинен був напасти на Галліполі (де він здобув велику перемогу в 1416 році), перешкодити проходу османських військ через Дарданелли, і, якщо це можливо, спробувати викликати опозицію до Султан серед сусідніх правителів. Щоб підкреслити той факт, що Венеція не бажала війни, Лоредану було доручено повідомити місцевим турецьким воєначальникам, що його дії були лише наслідком ув’язнення Джорджіо та облоги Фессалонік, які вони отримали законно.
Це стало основою для шестирічного конфлікту між османами та Венецією за контроль над Салоніками. У той час як османи блокували і атакували Салоніки з суші, намагаючись змусити їх голодом здатися, Республіка посилала неодноразові посольства, щоб забезпечити визнання її володіння Салоніками в обмін на щорічну данину. Щоб підкріпити свої дипломатичні зусилля, венеційці намагалися чинити тиск на султана, спричиняючи заворушення на периферії османів, спонсоруючи зусилля для антиосманського хрестового походу та відправляючи свій флот атакувати Галліполі. Османи також намагалися відволікти Венецію, здійснюючи власні набіги на венеційські володіння в Егейському морі.
У венеційців був можливий і готовий союзник в особі Джунайда, правителя турецького князівства Айдінідів у центральній західній Анатолії. Джунайд був здібним та енергійним правителем, який намагався сформувати широкий антиосманський союз з іншим турецьким князівством, Караманідами в центральній Анатолії, і відновити громадянську війну в Османській імперії, відправивши іншого османського принца, Ісмаїла, до Румелії (під владою Османської імперії). частина Балкан). У ході цього конфлікту Мурад об'єднався з суперником Венеції, Генуезькою республікою, щоб заблокувати узбережжя домену Джунайда та не дати Ісмаїлу відплисти. Навесні 1425 року Джунайд був остаточно підкорений, позбавивши Венецію його допомоги. У лютому 1424 року Мурад уклав мир з візантійцями, які повернули майже всі землі, які вони здобули в 1403 році, і, зведені до Константинополя та його околиць, знову стали платними васалами османів.
Зусилля щодо організації хрестового походу, тим часом, послабилися через постійне суперництво Венеції та короля Угорщини Сигізмунда, головного героя невдалого антиосманського хрестового походу в Нікополі в 1396 році, за володіння Далмацією. І Венеція, і Угорщина намагалися використати миттєву слабкість Османської імперії та викликану нею хвилю на Балканах, щоб розширити свої території – Венеція в Далмації та Албанії, Сигізмунд у Боснії, Сербії та Валахії. Венеція захопила Зару, Спліт та інші міста Далмації в Угорщини між 1412 і 1420 роками. Ця політика призвела Республіку до конфлікту з деспотом Сербії Стефаном Лазаревичем (правління 1389–1427) між 1420 і 1423 роками, змусивши останнього шукати допомоги османів. Імператори Мануїл II та Іван VIII разом із польським королем Владиславом II Ягайлом намагалися досягти примирення між Венецією та Сигізмундом, але марно. Лише в 1425 році, коли Мурад II, звільнившись від загроз своїм анатолійським володінням, перейшов у контрнаступ, сама Венеція визнала необхідність союзу з Сигізмундом. Проте, незважаючи на додатковий тиск з боку Савойї та Флоренції щодо зближення, Сигізмунд відмовився. Ця суперечка дозволила османам повернути Сербію та Боснію назад у васальну залежність, і після того, як Мурад зупинив просування Сигізмунда під час облоги Голубаца в 1428 році, між двома державами було укладено перемир'я.

## Дипломатичні та військові події 1425 р
Тим часом, незважаючи на дії Лоредана навколо Галліполі, до жовтня 1424 року ситуація в Фессалоніках була настільки жахливою, що Велика Рада була змушена надіслати до міста від 150 до 200 солдатів, а також припаси та гроші. 13 січня 1425 року венеційці вирішили спорядити 25 галер, що було надзвичайно великим і дорогим заходом, на наступний рік; Фантіно Мікіель був призначений генерал-капітаном Флот відплив у квітні, і йому було доручено як врегулювати справи у венеційських колоніях, так і запевнити жителів Солуні у підтримці Венеції. Міхелю також було доручено зв’язатися з султаном і пообіцяти значні суми великому візиру Чандарлі Ібрагіму-паші та іншим членам османського двору, щоб отримати прихильне слухання. Республіка запропонувала відновити соляні промисли, якими раніше керував султан, а також данину в 100 000 асперів, яку заплатив деспот Андронік. Однак венеційці відмовилися дозволити, щоб турків у місті судив їх власний каді, як це було за часів Андроніка, і наполягали на відновленні митних постів біля міських воріт. Крім того, Міхіелю було доручено забезпечити звільнення венеційських громадян, захоплених під час османського набігу на Морею в березні минулого року, і повторно підтвердити попередній мирний договір 1419 року, включаючи, якщо можливо, повернення маркізату Бодониці його правителю, Нікколо III Зорці.
У липні 1425 року десять венеційських галер під керівництвом Міхеля здійснили експедицію на схід уздовж берегів Македонії: венеційці знайшли Ієріссос, покинутий османським гарнізоном, але повний провіанту, який вони завантажили на свої кораблі. Після підпалу міста та п'яти інших фортів у околицях флот рушив на Христополь. Венеційці виявили, що замок утримувався 400 силами османських сипахів під командуванням Ісмаїла-бея. Перша спроба висадки під проводом Альвіза Лоредана була відбита, і лише після того, як усі кораблі зібрали свої сили, венеційці змогли подолати опір Османської імперії в чотиригодинному бою: 41 турок був убитий, включаючи Ісмаїла-бея та 30 потрапили в полон. Зміцнивши це місце кам’яною стіною та земляними роботами, залишивши для його утримання гарнізон із 80 піших солдатів і 50 арбалетників, флот відійшов. Незабаром турки повернулися з більшою силою в 10 000–12 000 чоловік, і приблизно через двадцять днів, незважаючи на втрату близько 800 чоловік, османи штурмували замок. Не зумівши втекти, половина венеційців була вбита, а решта взята в полон.
21 липня Мануїл II помер, і Іоанн VIII офіційно став імператором. У відповідь Мурад, який дуже вороже ставився до Іоанна, розпочав набіги навколо Фессалонік і Зетуні (Ламія) у Центральній Греції. Одночасно солунські греки направили посольство до Великої ради, щоб поскаржитися на порушення їхніх прав з боку герцога та капітана. Серед іншого, вони наполягали на тому, щоб венеційці зміцнили Кассандрію на західних Халкідіках, щоб захистити півострів Кассандра від османських набігів. У відповідь Міхіель зайняв форт Кассандрея, який він укріпив і зміцнив будівництвом двох менших фортів у цьому районі. Потім він штурмом захопив замок Платамон, що на протилежному боці затоки Термаїкос, після того, як підпалив його головний бейлі, коли османський гарнізон відмовився здатися. Платамон був відремонтований, але, ймовірно, невдовзі після цього покинутий, оскільки він більше не згадується. На прохання Міхеля Велика Рада послала 200 чоловік із Падуї для охорони Фессалонік і фортів Кассандреї, а також уповноважила генерал-капітана утримувати чотири галери в цьому районі. З його листів до Великої ради випливає, що Міхіель одночасно вів переговори з османами, в рамках яких він запропонував 20 000 асперів на рік османському губернатору Фессалії Турахан-бею та великому візиру. У той же час, згідно з Кодексом Моросіні, самозванець, який видавав себе за Мустафу Челебі, прибув до Фессалонік і зібрав дедалі більше прихильників турків, які вважали його справжнім сином султана Баязида. Псевдо-Мустафа розпочав набіги на війська Мурада з міста, але після того, як і Мустафа, і венеційський капітан були майже захоплені під час однієї з цих акцій, 3 вересня Велика Рада видала вказівку припинити такі набіги та тримати ворота міста закритими.

### Дипломатичні та військові події 1426–1427 рр
У квітні 1426 року Міхель наблизився до домовленості з османським намісником у Галліполі, згідно з якою республіка утримувала Салоніки в обмін на 100 000 асперів на рік, право на вирішення суперечок між турками в місті їхнім власним каді та свободу і неоподатковуваний рух купців до міста та з міста. Однак переговори знову провалилися, оскільки османи наполягали на своєму контролі над Кассандрою та Хортіатісом, які вони задумували як плацдарм для можливого завоювання міста. У той же час османи розпочали велику атаку на місто, як повідомляється, 30 000 чоловік, але присутність у місті п’яти венеційських галер, можливо озброєних невеликими гарматами, допомогла захисникам відбити атаку. Згідно зі звітом Лоредана і Дандоло Великій Раді, 700 арбалетників обслуговували стіни, і понад 2000 турків було вбито, перш ніж штурм провалився.
6 травня було обрано нового герцога та капітана міста: Паоло Тревізана та Паоло Оріо. У липні 1426 року новому венеційському генерал-капітану Андреа Моченіго було доручено відновити переговори, але поступитися османським володінням Кассандрою та Хортіатісом. З іншого боку, мирне врегулювання має бути всеосяжним, включаючи латинських володарів Егейського моря, які були венеційськими громадянами та клієнтами. Якщо це не вдалося, Моченіго мав атакувати Галліполі. У серпні сербський деспот Стефан Лазаревич запропонував свої послуги посередника. 28 листопада Моченіго вдалося отримати згоду Мурада на мирний договір у загальних рисах угоди, запропонованої Мікелем, за винятком того, що Венеція платитиме щорічну данину в розмірі 150 000 асперів і збільшуватиме ануїтети для старших членів османського двору, а також здасться. Хортіат. Незважаючи на бажання республіки укласти мирний договір, місяці й роки тягнулися без угоди. Бенедетто Емо, призначеного послом до султана в липні 1427 року з явною метою ратифікації договору, був замінений у серпні 1428 року Якопо Дандоло. Дандоло було доручено, якщо необхідно, запропонувати подальше збільшення данини до 300 000 асперів і загальну суму подарунків від 10 000 до 15 000 дукатів і ще 2 000 дукатів як ануїтети; додаткові суми могли бути запропоновані в обмін на володіння околицями Фессалонік, Кассандри та солеварень. Дандоло не мав більшого успіху, ніж його попередник: султан вимагав від нього здачі Фессалонік, і коли Дандоло відповів, що він не має на це повноважень, султан наказав кинути його до в'язниці, де його залишили помирати.

### Дипломатичні та військові події 1428–1429 рр
Під час протистояння за Салоніки османи здійснювали постійні набіги на венеційські володіння в Албанії. Ранньою весною 1428 року османський флот здійснив великий рейд проти венеційських володінь у Греції: від 40 до 65 суден здійснили рейд на острів Евбея та взяли в полон близько 700 венеційських громадян, а потім продовжили рейд на околиці двох венеційських форпостів Модон і Корон на південному заході Мореї. Коли новини надійшли до Венеції 22 квітня, незважаючи на те, що минулорічний охоронний флот під керівництвом Гвідо да Канал все ще перебував за кордоном, охоронний флот із 15 галер отримав дозвіл полювати на османських нападників під командуванням Андреа Моченіго. Зрештою, новий флот не відплив до вересня, після того, як флот Каналу зазнав поразки в Галліполі коаліцією османських і християнських кораблів. Османська морська загроза стала особливо гострою в цей час через відхід герцога Наксосського Джованні II Кріспо (правління 1418–1433). Незважаючи на те, що Кріспо був громадянином Венеції та васалом Республіки, зростаючий тиск Османської імперії на його володіння змусив Велику раду дозволити йому укласти сепаратний мирний договір з Османською імперією, що Кріспо належним чином зробив. У результаті Кріспо був змушений ефективно допомагати туркам у їхніх власних набігах і припинив сигналізувати венеційцям на Евбеї про наближення османських набігів через маяки. На початку березня 1429 року османський флот навіть підійшов до Фессалонік і захопив два венеційських судна.
За словами венеційського сенатора Андреа Суріано, Венеція витрачала в середньому 60 000 дукатів на рік у цьому, здавалося б, безрезультатному конфлікті, але самі венеційці вагалися, щоб повністю направити свої ресурси на Фессалоніку; її близькість до центру влади Османської імперії робила їхню здатність утримати її в довгостроковій перспективі сумнівною, тоді як у той же час, ближче до дому, Венеція переслідувала конфлікт із Міланським герцогством за контроль над північною Італією. Республіка довго намагалася уникнути оголошення війни османам, але тепер у неї не було вибору: ув’язнення Дандоло, посилення загрози османського флоту (за відкритої допомоги генуезьких колоній на Хіосі та Лесбосі), у поєднанні з кінцем їхнього війни з Угорщиною, дав зрозуміти венеційцям, що султан готується вирішити питання про Фессалоніки силою. У результаті 29 березня 1429 року Велика рада проголосувала за офіційне оголошення війни проти султана та наказала активувати більше кораблів для приєднання до флоту.
11 травня самозванець Мустафа з'явився перед Великою радою і отримав подарунок у 150 дукатів за свої послуги. 4 червня було обрано нового герцога та капітана для Салонік, Паоло Контаріні та Андреа Донато, після того, як перші три обрані пари відмовилися від цієї посади, незважаючи на штраф, накладений на відмову; чітко вказує на небажання венеційських дворян братися за це невигідне й небезпечне завдання. 1 липня Моченіго напав на османські кораблі в Галліполі, але хоча він очолював свій флагманський корабель, щоб пробити частокіл, що захищав османську стоянку, інші венеційські кораблі не пішли за ним, змусивши Моченіго відступити з великими втратами. Навіть на цьому етапі Венеція не доклала б повної сили до конфлікту: коли Суріано, як прихильник яструбиної фракції, запропонував озброїти флот із 14 кораблів і брати участь у більш рішучій політиці проти османів у січні 1430 року, пропозиція була відхилена, хоча вона була досить скромною і явно недостатньою, щоб змусити султана прийти до згоди. Натомість Велика Рада доручила новому генерал-капітану Сільвестро Морозіні шукати посередництва візантійського імператора для врегулювання на основі попередніх угод[85].
Усвідомлюючи власну слабкість, венеційці намагалися укласти союзи з іншими регіональними правителями, які боялися османського експансіонізму. Скориставшись заклопотаністю османів облогою Голубаца, Ібрагіму II Караману (правління 1424–1464) вдалося встановити контроль над областю Гамід, а в серпні 1429 року за посередництва короля Кіпру Януса (р. 1398–1432), венеційці звернулися до Ібрагіма з проханням укласти союз проти Мурада. Однак перспектива венеційсько-кіпрсько-караманідської ліги не призвела до військового альянсу, але сприяла зближенню османів з іншою великою мусульманською державою Східного Середземномор’я, мамлюками Єгипту, і започаткувала період, коли дві держави виступили спільно проти латинської присутності в цьому регіоні. Венеційці також намагалися схилити Мурада до миру через загрозу, яку становили амбіції сина Тимура Шахруха, особливо після того, як останній поразив Кара-Коюнлу у вересні 1429 року привів його на відстань до анатолійських володінь Османів: сучасні чутки приписують він мав не лише бажання відновити панування свого батька над регіоном, але й перетнути османські території до Румелії та повернутися до Азербайджану через північний берег Чорного моря. В результаті Шахрух пішов зимувати в Азербайджан, після чого Мурад наказав своєму генералу Хамза-бею повести його війська з Анатолії до Європи в лютому 1430 року та послав його проти Фессалонік.

## Салоніки під венеційським пануванням
Усередині Салонік облога принесла багато страждань, і населення швидко стало незадоволеним своїми новими господарями. До зими 1426–1427 рр. ситуація в обложеному місті наблизилася до голоду. Салонікійці були змушені жити лише хлібом, і навіть це виявилося проблематичним: влада була змушена вимагати додаткових поставок пшениці з Венеції, коли поставки небезпечно скоротилися. Умови «крайньої бідності, смерті та злиднів» робили грецьке населення все більш неспокійним, і навіть ті, хто раніше вітав венеційців, почали коливатися. Нестача продовольства навіть поставила під загрозу оборону міста, оскільки багато найманців-охоронців на стінах, яким Венеція платила пшеницею замість готівки, перебігли до турків, коли їхній пайок запізнювався. Ситуація ставала все гіршою, і до моменту останнього нападу Османської імперії в 1430 році у багатьох солдатів не було зброї, оскільки вони продали її за їжу.
Недостатки облоги призвели до втечі населення міста, оскільки громадяни, які мали можливість залишити місто, продавали свої володіння та бігли до Константинополя, інших грецьких територій, що контролювали Венецію, або до турків. З населення, яке, за різними даними, становило 20–25 тисяч, а за італійськими джерелами тогочасних джерел – навіть сорок тисяч, за оцінками, до 1430 року залишилося лише від десяти до тринадцяти тисяч. Венеційська влада намагалася зупинити це, заборонивши мешканцям залишати місто, оголосивши поза законом «усі продажі, іпотеки та передачі майна, як рухомого, так і нерухомого», і знищивши будинки та інше майно – навіть дерева – людей. які покинули місто. Вони сподівалися, що руйнування стане стримуючим фактором для тих, хто залишився. У поєднанні з декількома випадками свавілля, спекуляцій та наживи від імені венеційської влади, ці заходи допомогли ще більше відштовхнути жителів Солуні. У квітні 1425 року офіційний представник візантійської церкви, який змусив свою родину втекти з міста, написав про «поневолення міста венеційцями», і подібні настрої щодо венеційської тиранії повторюються у всіх тогочасних візантійських джерелах. У своєму посольстві в липні 1425 року солуняни подали список із 21 скарги та вимоги, включаючи фіксовані пайки зерна для бідних і зниження податкових зборів, призупинення сплати заборгованості та боргових покарань на час облоги, оскільки закриття воріт означало, що люди більше не могли отримати доступ до своїх полів, які були додатково спустошені турками. На засіданні 23 липня 1425 року Велика рада задовольнила багато їхніх вимог і вимагала від своїх посадових осіб поважати звичаї та права громадян і співпрацювати з місцевою радою дванадцяти шляхтичів в управлінні містом.
Якими б не були венеційські зусилля щодо забезпечення миру, солуняни добре усвідомлювали, за словами візантійця Дональда Нікола, що Мурад «тягав час» і «ніколи не збирався змиритися з венеційською окупацією Фессалонік». Як зазначив історик Апостолос Вакалопулос, переважаючою швидко стала думка, що «оскільки Фессалоніки рано чи пізно повинні були потрапити до турецьких рук, було б краще мирно здатися тут і тоді, щоб уникнути страждань, які виникнуть, якщо турки довелося взяти місто силою». Коли ситуація всередині міста погіршилася, серед солунян набула сили прихильників капітуляції. Про це свідчать писання митрополита Симеона, який розповідає, що під час одного нападу в 1425 або 1426 рр. багато громадян (в тому числі деякі з тих, хто охороняв стіни) втекли до османів. Симеон відіграв важливу роль як речник і лідер населення міста під час облоги. Палкий ісихаст і антилатинський прелат, який виступав проти передачі міста римо-католицьким венеційцям, побоюючись їх «розбещувального» впливу, митрополит намагався зміцнити православну ідентичність своєї пастви як проти латинських венеційців, так і проти турків-мусульман, а також як пробудити їхню волю до опору. Він організував літії, під час яких проходила міська ікона Одигітрії, і виголошував проповіді про успішне визволення міста від попередніх облог завдяки втручанню його покровителя, Димитрія Солунського. У результаті він став провідним прихильником опору, і, незважаючи на його антилатинську ворожість, венеційці вважали його «найвірнішим слугою Республіки». Його смерть у вересні 1429 року сприяла зростаючій деморалізації населення міста, яке вважало це ознакою падіння міста.
Влітку 1429 року фессалонікійці направили друге посольство до Венеції, щоб поскаржитися на обмеження на в'їзд і виїзд з міста, триваючі порушення їхніх прав, здирство з боку венеційської влади, погану ситуацію з постачанням, нехтування ремонтом міських укріплень і відсутність військових запасів, і венеційські найманці, які контактували з турками за стінами. 14 липня Велика Рада дала в основному заспокійливі відповіді на список із 31 вимоги, але зростаюче невдоволення грецького населення венеційським пануванням було очевидним. Очевидець Джон Анагностес повідомляє, що до зими 1429 року більшість населення висловилася за капітуляцію перед турками. Султан Мурад знав про ситуацію в стінах і двічі посилав у місто християнських офіцерів, які були на його службі, щоб підбурити повстання проти венеційців. Однак, як пише Анагност, населення на той час настільки зменшилося чисельно і розділилося між собою, що неможливо було знайти спільну справу. Крім того, жителі Фессалонії боялися венеційців, оскільки вони найняли спеціальний охоронний загін, цетаріїв, і дали їм повноваження вбивати будь-кого, хто виступає за капітуляцію.

## Падіння міста
Ескадра з трьох галер під командуванням Антоніо Дьєдо прибула для підкріплення міста 17 березня 1430 року, але безрезультатно. Збір наявних захисників міста показав, що їм вистачало лише половини чи третини кріплень, і їм бракувало як озброєння, так і морального духу. Звістка про наближення Мурада на чолі армії, яка, за чутками, налічувала 190 000 чоловік, викликала широкий жах серед населення.
Султан з'явився перед містом у неділю, 26 березня, незабаром після полудня. Ймовірно, поінформований про невдоволення грецьких перебіжчиків у стінах, султан, схоже, очікував, що проста поява його армії змусить місто здатися або стане сигналом для повстання населення проти венеційського гарнізону. У цьому ключі він послав християнських офіцерів до стін, щоб закликати жителів здатися, але вони були відігнані стрілами зі стін, перш ніж вони встигли завершити свої промови.  Потім султан почав готуватися до штурму міста, який тривав три дні. 28 числа Мурад надіслав ще одну пропозицію про капітуляцію, але вона також була відхилена. Тієї ж ночі підлеглий офіцер увійшов до міста, щоб повідомити венеційським командирам, що турки підготували шість кораблів на річці Вардар для використання проти венеційських галер у гавані, які залишилися беззахисними, оскільки всі наявні сили були зосереджені на комплектуванні. міська стіна. Побоюючись, що їхні шляхи відступу будуть відрізані, венеційські командири наказали Дієдо та його людям відійти від стіни, щоб забезпечити кораблі та оборону гавані. Однак вони не сповістили населення, і близько півночі християни з османського табору підійшли до стін і оголосили, що останній штурм відбудеться наступного дня з суші та з моря. Ця новина поширилася по всьому місту й викликала паніку у населення, яке провело ніч у наляканому пильнуванні в церквах. Паніка поширилася ще більше, коли стало відомо про відхід Дієдо в гавань. За відсутності іншої інформації жителі Солуні вважали, що венеційці готуються покинути їх і втекти. У результаті кілька захисників просто залишили свої позиції на стінах і повернулися до своїх домівок.
На світанку 29 березня 1430 року османи розпочали атаку під командуванням Сінан-паші, бейлербея (військового губернатора) Румелії. Основна вага атаки припала на менш доглянуту східну частину стін, між Трігоніоном і місцем пізнішої фортеці Гептапіргіон, де сам султан керував наступом. Османи висунули вперед облогові машини, драбини та дошки й використали їх для підриву стін. Османська стрільба з лука виявилася вирішальною, оскільки її постріли могли притиснути захисників і вразити багатьох, хто намагався зазирнути за зубці. Як наслідок, більша частина вогню у відповідь захисників була сліпою, і вони почали повільно залишати свої позиції. Нарешті, о четвертій годині, османські війська прорвалися в кількох точках уздовж стіни; за словами Анагноста, перші османи піднялися на стіну у східній частині, яка залишилася майже беззахисною. Оскільки цивільне населення було вбито, венеційці втекли до гавані, як могли. – «один в мантії, другий в спідній сорочці» за словами звіту Великій Раді. Багатьом вдалося втекти на кораблі Дьєдо, а звідти в Негропонте. Іншим пощастило менше: венеційці втратили понад 270 чоловік лише з екіпажів галер. Кілька високопоставлених чиновників, у тому числі син герцога Паоло Контаріні та Леонардо Граденіго, капітан однієї з галер, також загинули. Подробиці про облогу були надані в листі, надісланому венеційцями з Негропонте до Венеції 2 квітня, після того, як туди прибули біженці після падіння міста, і в розповіді очевидця Іоанна Анагноста. Повернувшись до Венеції, два венеційські командири Фессалонік були звинувачені в недбалості та були ув'язнені; однак, швидше за все, їх було виправдано, оскільки до 1432 року обидва знову брали активну участь у політиці Республіки.
За давнім звичаєм взятого штурмом міста грабунок тривав три дні. За словами Анагноста, 7000 жителів, включаючи його самого, було взято в полон для продажу на невільницьких ринках Балкан і Анатолії, хоча багатьох згодом викупив деспот Сербії Джурадж Бранкович. Міські пам’ятники зазнали великої шкоди під час розграбування, особливо собор Святого Деметрія, коли солдати обшукали його в пошуках дорогоцінних предметів і схованих скарбів. Ця шкода посилилася пізніше, коли султан наказав зняти з них мармурові секції та відвезти їх до своєї столиці, Адріанополя, для мощення ванни. На четвертий день султан Мурад сам увійшов до міста і помолився в церкві Ахейропойетос, яка стала першою мечеттю міста. Потім султан відновив порядок, виселивши солдатів із будинків, які вони займали, і повернув їх власникам. Лише дві тисячі населення залишилося після пограбування, багато з яких прийняли іслам. Невдовзі султан вжив заходів щодо заселення міста. Він обіцяв у разі повернення тих мешканців, які втекли, повернути їхнє майно, а в деяких випадках навіть сам викуповував полонених із мішка. Крім того, він привіз мусульманських і християнських поселенців з інших областей Македонії. Велику кількість порожніх будинків було конфісковано та передано поселенцям, а більшість головних церков було перетворено на мечеті. Турки селилися переважно у верхній частині міста, звідки могли краще контролювати його.

## Наслідки
Венеційці були заскочені зненацька, коли місто впало; флот під керівництвом Моросіні все ще плив біля західного узбережжя Греції. Дотримуючись своєї звичайної стратегії, вони відреагували, відправивши свій флот, щоб блокувати Галліполі та перекрити прохід через Дарданелли. Проте Республіка вже була готова відмовитися від цієї марної затії і незабаром доручила Моросіні шукати миру. У липні Хамза-бей підписав мирний договір з венеційцями (ратифікований 4 вересня), згідно з яким Венеція визнала втрату Фессалонік, відновила прохід через Дарданелли та визнала османське панування над Патрами в Мореї з щорічною даниною в 236 дукатів. В обмін на це венеційці домоглися визнання султаном своїх володінь в Албанії: Дураццо, Скутарі та Антіварі.
Після захоплення Фессалонік османи поширили своє панування на західну Грецію. Через кілька місяців після падіння міста Яніна здалася Хамза-бею, а Карло II Токко прийняв сюзеренітет Османської імперії над південним залишком Епірського деспотату навколо Арти. Венеція переїхала, щоб поставити острівні володіння Токко Занте, Кефалонію та Левкас під свій захист. У результаті протягом наступних півстоліття, до кінця Першої османсько-венеційської війни в 1479 році, головною ареною протистояння між Венецією та Османами мала стати Албанія, територія життєво важливого значення для обох держав, починаючи з там османи могли загрожувати самій Італії.
Салоніки залишалися в руках Османської імперії до жовтня 1912 року, коли вони були захоплені Грецьким королівством під час Першої Балканської війни. Мусульманське населення, що залишилося, покинуло місто під час греко-турецького обміну населенням у 1923 році